# Loi pour la reconquête de la biodiversité, de la nature et des paysages
La loi pour la reconquête de la biodiversité, de la nature et des paysages est une loi votée sous la présidence de François Hollande, dont l'objectif est de protéger, restaurer et valoriser la biodiversité. Elle succède à la loi sur la protection de la nature de 1976. Cette nouvelle loi a été promulguée le 8 août 2016 après deux ans et demi de débat parlementaire (le projet de loi ayant été déposé fin mars 2014). Le texte final comporte 174 articles.
Parmi les nouveautés que la loi biodiversité introduit, on peut noter la reconnaissance, dans le droit de l'environnement français, des concepts de préjudice écologique, de non-régression du droit de l’environnement, de compensation avec « absence de perte nette de biodiversité » et de solidarité écologique (qui « appelle à prendre en compte dans les prises de décision publique les interactions des écosystèmes, des êtres vivants et des milieux naturels »).
Cette loi permet aux documents d'urbanisme d'intégrer des espaces de continuité écologique. Enfin, elle permet à « toute personne ayant intérêt et qualité à agir » à ester en justice pour la biodiversité. 
L'une des mesures les plus médiatisées du texte est la création d'une Agence française pour la biodiversité (néanmoins repoussée à janvier 2017). Il permet la ratification par la France du protocole de Nagoya et la création de zones prioritaires pour la biodiversité.
Certains contenus du projet de loi, très débattus ont été retirés de la loi, ou repoussés (par exemple concernant la limitation des effets écologiques de la production d'huile de palme ou du chalutage profond, le statut d'être sensible pour l'animal sauvage, ou concernant l'interdiction des néonicotinoïdes, repoussée à septembre 2018, et avec dérogations possibles jusqu’en septembre 2020),.

## Contexte
Dans le cadre de la Conférence environnementale, en septembre 2012, le président de la RépubliqueFrançois Hollande annonce l'élaboration d’un projet de loi-cadre sur la biodiversité dont le projet phare est la création de l'Agence française pour la biodiversité.

## Historique
Presque 40 ans après la loi sur la protection de la nature, ce projet de loi est adopté en première lecture par l'Assemblée nationale le 24 mars 2015. L'examen du texte de loi par les sénateurs s'est fait le 8 juillet 2015 et a permis d'adopter plus de 200 amendements en commission. Le texte a été adopté en séance au Sénat le 26 janvier 2016. Il est adopté à l'assemblée en seconde lecture le 17 mars 2016. La commission mixte paritaire aboutissant le 25 mai sur un désaccord, le texte retourne à l'Assemblée nationale début juin pour une nouvelle lecture, pour être finalement voté le 23 juin. Le texte est validé par le Sénat le 11 juillet et à l'Assemblée pour une lecture définitive le 20 juillet 2016.
La Loi biodiversité est promulguée le 8 août 2016.

## Structure et contenu

### Structure
Le texte final occupe 64 pages du journal officiel et comprend 174 articles, répartis en 7 titres, comme suit :
- Titre Ier : Principes fondamentaux : articles 1 à 12 (12 articles)
- Titre II : Gouvernance de la biodiversité : articles 13 à 19 (6 articles)
- Titre III : Agence française pour la biodiversité : articles 20 à 33 (13 articles)
- Titre IV : Gouvernance de la politique de l'eau : articles 34 à 36 (3 articles)
- Titre V : Accès aux ressources génétiques et partage « juste et équitable » des avantages : articles 37 à 46 (10 articles)
- Titre VI : Espaces naturels et protection des espèces : articles 47 à 167 (121 articles), dont
  - chapitre 1 : Institutions locales en faveur de la biodiversité : articles 48 à 67 (10 articles)
  - chapitre 2 : Mesures foncières et relatives à l’urbanisme : articles 68 à 93 (24 articles)
  - chapitre 3 : Milieu marin : articles 94 à 106 (13 articles)
  - chapitre 4 : Littoral : articles 107 à 114 (8 articles)
  - chapitre 5 : Lutte contre les pollutions : articles 115 à 128 (14 articles)
  - chapitre 6 : Sanctions en matière d’environnement : articles 129 à 143 (15 articles)
  - chapitre 7 : Simplification des schémas territoriaux : articles 144 à 147 (4 articles)
  - chapitre 8 : Dispositions diverses : article 148 à 166 (19 articles)
  - chapitre 9 : Biodiversité terrestre : article 167
- Titre VII : Sites et paysages : articles 168 à 174 (7 articles), dont
  - chapitre 1 : Sites : articles 168, 169 et 170 (3 articles)
  - chapitre 2 : Paysages : articles 171 à 174 (4 articles)

### Contenu par titre

#### Titre Ier: Principes fondamentaux
La loi biodiversité inscrit le principe de la réparation de préjudice écologique dans le code civil, selon la définition donnée par la cour d'appel de Paris dans l'affaire du naufrage de l'Erika.
Ont également été introduits , les principes de :
- solidarité écologique qui appelle la prise en compte des écosystèmes, des êtres vivants et des habitats dans toute prise de décision publique ;
- utilisation durable selon lequel la pratique des usages peut favoriser la biodiversité ;
- complémentarité qui dispose que l'agriculture, la pisciculture et la gestion durable des forêts sont porteuses d'une biodiversité particulière ;
- non-régression du droit de l'environnement.

La loi impose, pour les maîtres d'ouvrage, de verser à l'inventaire national du patrimoine naturel, les données brutes sur la biodiversité obtenues lors de l'évaluation environnementale de documents de planification, schémas ou programmes. En outre, les communes sont incitées à réaliser des atlas de la biodiversité communale (ABC).
Enfin, la loi créé la stratégie nationale pour la biodiversité conformément aux engagements pris à Nairobi, en 1992, lors de la convention sur la diversité biologique.

#### Titre II: Gouvernance de la biodiversité
La loi biodiversité créer un comité national de la biodiversité (instance d'information d'échange et de consultation), transforme le conseil national de la protection de la nature en un organe d'expertise scientifique et change le nom des comités régionaux trame verte et bleue en comités régionaux de la biodiversité.

#### Titre III: Agence française pour la biodiversité

L'Agence française pour la biodiversité, établissement public à caractère administratif annoncé pour 2016, puis début 2017, et parrainé par l’astrophysicien Hubert Reeves, doit œuvrer en faveur d'une préservation améliorée et mieux coordonnée des espaces naturels et de la biodiversité, et d'une action plus concertée des services de l'État. 
Elle regroupera 4 structures existantes : l’Office national de l'eau et des milieux aquatiques (ONEMA), l’Atelier technique des espaces naturels (ATEN), l’Agence des aires marines protégées et l’établissement des Parcs nationaux de France et reprend leurs missions. Par ailleurs, la mise en place d'Agences régionales pour la biodiversité est imposée aux régions.
L'article 29 élargit les compétences des agences de l'eau en leur permettant de subventionner des actions de protection de la biodiversité.

#### Titre IV: Gouvernance de la politique de l'eau
Ce titre réforme la composition des comités de bassin et des conseils d'administration des agences de l'eau, entre autres en y intégrant des représentants des usagers non-économiques de l'eau.

#### Titre V: Accès aux ressources génétiques et partage «juste et équitable» des avantages
La loi permet la ratification par la France, du protocole de Nagoya. Elle définit les conditions d'accès à la ressource génétique qui seront soumis à déclaration pour un usage de connaissance ou de préservation de la biodiversité sans objectifs commercial et à un régime d'autorisation dans les autres cas. L'accès aux connaissances traditionnelle liées aux ressources génétiques doit faire l'objet d'une consultation préalable auprès des communautés locales.

#### Titre VI: Espace naturels et protection des espèces
Le titre 6 compte presque 2.5 fois plus d'articles que tout le reste de la loi, il est donc découpé en 9 chapitres :
Le premier chapitre est découpé en sept sections : impose aux SCoT, aux PLU et à d'autres documents de planification d'être compatible avec les chartes de PNR et il précise la liste des acteurs susceptible de créer des réserves de biosphères et des sites Ramsar.
Le deuxième chapitre est découpé en 11 sections : Il donne la définition de la compensation écologique. Il permet aux préfet de créer des zones prioritaires pour la biodiversité, sur lesquels les agriculteurs sont incités à adopter certaines pratiques, ou obligés après une consultation du public. Il donne la possibilité aux propriétaires fonciers de faire naître des obligations réelles environnementales sur leurs terrains (équivalents à des servitudes environnementales).
Les chapitres 3 et 4 concernent respectivement le milieu marin et le littoral. Pêle-mêle, ils créé le statut de zone de conservation halieutique, impose les dispositifs anti-collision, à bord de certains navires, pour protéger les cétacés ou prévoit la rédaction de programmes d'action pour la protection des mangroves et récifs coralliens.
Le chapitre 5 consacré à la lutte contre la pollution prévoyait l'interdiction des pesticides néonicotinoïdes, ceux-ci étant considérés comme responsable , parmi d'autres facteurs, du déclin des abeilles. Ces pesticides ont d'abord été interdits en 2018, puis ré-autorisés en 2020 sur les cultures de betteraves.
Le chapitre 6 augmente les sanctions pénales potentielles pour atteintes à l'environnement, avec un focus particulier sur la destruction des espèces de migrateurs amphihalins. Les moyens de répressions sont également détaillés.
Parmi les dispositions diverses prévues par le chapitre 8, on trouve l'interdiction des poteaux creux non-bouchés, pièges mortels pour la faune, et plusieurs mesures de lutte contre l'introduction d'espèces exotiques.
Enfin, le chapitre 9, intitulé « Biodiversité terrestre » vient préciser dans le code forestier les conditions auxquelles un défrichement pourra être autorisé légalement (mesures de compensations attendues, entre autres).

#### Titre VII: Sites et paysages
Le Titre VII est divisé en deux chapitres, intitulés « Sites » et « Paysages ». 
Le premier chapitre propose une révision du statut des sites inscrits avant la présente loi, à l'horizon 2026. 
Le second chapitre impose aux départements la création d'atlas du paysage et instaure une protection des alignements d'arbres en bordure de voies de communication.

### Dispositions abandonnées ou abrogées
- l'interdiction de la pratique du chalutage en eaux profondes au-delà de 800 m de fond, est abandonnée
- Une disposition de la loi prévoyant d’augmenter la taxation de l’huile de palme, dont la production engendre la déforestation en Asie du Sud-est et qui fait partie des huiles végétales les moins taxées en France, est finalement rayée du texte en juin 2016, en particulier sous la pression de deux pays producteurs : la Malaisie et l’Indonésie. Cette disposition est surnommée « taxe Nutella » en référence à l’utilisation de l’huile de palme dans la célèbre pâte à tartiner de Ferrero[6].
- L'attribution du statut d'« être sensible » pour les animaux sauvages a été proposée, mais pas conservée dans le texte de loi.
- Une série de 4 articles concernant la protection des chemins ruraux a été jugée non-constitutionnelle par le conseil d'état (section 5, chapitre 2, titre VI)

## Analyse à postériori
Les députées Nathalie Bassire et Frédérique Tuffnell ont déposé un rapport d'information concernant la mise en œuvre de cette loi, en 2018.
Le conseil économique social et environnemental a produit un bilan de la loi, le 23 septembre 2020, et émis un ensemble de 10 préconisations pour une meilleure mise en œuvre de ce texte. Ainsi quatre ans après la promulgation de la loi biodiversité, il « constate que non seulement la "reconquête" n’est pas amorcée, mais qu’au contraire, le déclin se poursuit ». Cet échec serait dû à la faiblesse des moyens mobilisés, moins de 0,4 % du budget de l’État étant consacré à la biodiversité.

### Sources juridiques
- Le projet de loi biodiversité : un cas d'espèces entre à l'Assemblée (Localtis, 16 mars 2015)
- Extrait du compte rendu du conseil des ministres  (26 mars 2014)
- Biodiversité : la commission de l’aménagement du territoire et du développement durable adopte un texte ambitieux et réaliste (9 juillet 2015)
- Projet de loi Biodiversité : le Sénat adopte plus de 200 amendements en commission (Localtis, 10 juillet 2015)

### Autres sources
- Agence d'urbanisme Rhône Avignon Vaucluse, (31 août 2016) La Loi biodiversité en Bref, 5 pages (pdf).
- Les Députés et la loi biodiversité : la LPO fait un bilan mitigé des premiers débats (LPO)